# Vedran
Vedran ist ein männlicher Vorname, der seinen Ursprung in den südslawischen Sprachen hat und vor allem unter Kroaten verbreitet, aber auch unter Bosniaken und Serben anzutreffen ist. Vom Wortstamm vedar (dt.: hell, freundlich, klar) bedeutet er „der Freundliche“ oder „der Helle“.
Die weibliche Form ist Vedrana.

## Bekannte Namensträger
- Vedran Ćorluka, kroatischer Fußballspieler
- Vedran Mataija, kroatischer Handballspieler
- Vedran Runje, kroatischer Fußballspieler
- Vedran Smajlović, bosnischer Cellist
- Vedran Zrnić, kroatischer Handballspieler

## Trivia
Vedran ist auch der Name einer außerirdischen Rasse in der Fernsehserie Andromeda.